# Малаховка (Саратовская область)
Малаховка — обезлюдевшее село в Озинском районе Саратовской области, в составе сельского поселения Урожайное муниципальное образование. 
Село расположено на реке Солянке, примерно в 45 км по прямой северо-восточнее районного центра посёлка Озинки (57 км по автодорогам).
Население - 0 (2010)

## История
Деревня Малаховка упоминается в Списке населённых мест Самарской губернии по сведениям за 1889 год. Деревня относилась к Натальинской волости Новоузенского уезда Самарской губернии. Деревня была заселена отставными солдатами. Земельный надел составлял 1608 десятин удобной и 1500 неудобной земли. Согласно переписи 1897 года в Малаховке проживало 886 жителей, из них православных - 797.
Согласно Списку населённых мест Самарской губернии 1910 года в Малаховке проживало 482 мужчины и 436 женщин, русские, малороссы, евреи, мордва и татары, православные, иудеи и магометане, в селе имелись церковь, земская школа, 3 ветряные мельницы.
В 1919 году в составе Новоузенского уезда село включено в состав Саратовской губернии.

## Население
Динамика численности населения по годам:
| Годы      | 1889 | 1897 | 1910 | 2002 |
| --------- | ---- | ---- | ---- | ---- |
| Население | 825  | 923  | 928  | 82   |

| 2002 | 2010 |
| ---- | ---- |
| 85   | ↘0   |